# Hansol Korea Open 2011 - Qualificazioni singolare
Le qualificazioni del singolare  dell'Hansol Korea Open 2011 sono state un torneo di tennis preliminare per accedere alla fase finale della manifestazione. I vincitori dell'ultimo turno sono entrati di diritto nel tabellone principale. In caso di ritiro di uno o più giocatori aventi diritto a questi sono subentrati i lucky loser, ossia i giocatori che hanno perso nell'ultimo turno ma che avevano una classifica più alta rispetto agli altri partecipanti che avevano comunque perso nel turno finale.

## Giocatrici

### Teste di serie
1. Erika Sema (ritirata per prendere parte ad un torneo ITF)
2. Junri Namigata (secondo turno)
3. Rika Fujiwara (ultimo turno)
4. Yurika Sema (qualificata)

1. Karolína Plíšková (secondo turno)
2. Marta Domachowska (ultimo turno)
3. Krystina Plíšková (qualificata)
4. Jaroslava Švedova (qualificata)
5. Erika Takao (primo turno)

### Qualificate
1. Nicole Rottmann
2. Krystina Plíšková

1. Jaroslava Švedova
2. Yurika Sema

## Tabellone qualificazioni

### Sezione 1
|  | Primo turno  | Primo turno       | Primo turno       | Primo turno | Primo turno |  |  | Secondo turno   | Secondo turno     | Secondo turno   | Secondo turno   | Secondo turno   |   |   | Ultimo turno | Ultimo turno | Ultimo turno | Ultimo turno | Ultimo turno |  |
|  |              |                   |                   |             |             |  |  |                 |                   |                 |                 |                 |   |   |              |              |              |              |              |  |
|  | 9            | Erika Takao       | Erika Takao       | 4           | 63          |  |  |                 |                   |                 |                 |                 |   |   |              |              |              |              |              |  |
|  |              | Natalie Grandin   | Natalie Grandin   | 6           | 7           |  |  | Natalie Grandin | Natalie Grandin   | 6               | 64              | 3               |   |   |              |              |              |              |              |  |
|  | Ryoko Fuda   | Ryoko Fuda        | 6                 | 2           | 6           |  |  | Ryoko Fuda      | Ryoko Fuda        | 0               | 7               | 6               |   |   |              |              |              |              |              |  |
|  | Shūko Aoyama | Shūko Aoyama      | 4                 | 6           | 4           |  |  |                 |                   |                 |                 |                 |   |   | Ryoko Fuda   | Ryoko Fuda   | Ryoko Fuda   | 3            | 2            |  |
|  | WC           | Hong Seung-yeon   | Hong Seung-yeon   | 3           | 1           |  |  |                 |                   | Nicole Rottmann | Nicole Rottmann | Nicole Rottmann | 6 | 6 |              |              |              |              |              |  |
|  |              | Nicole Rottmann   | Nicole Rottmann   | 6           | 6           |  |  |                 | Nicole Rottmann   | 3               | 6               | 7               |   |   |              |              |              |              |              |  |
|  | WC           | Song Ah           | Song Ah           | 3           | 2           |  |  | 5               | Karolína Plíšková | 6               | 0               | 64              |   |   |              |              |              |              |              |  |
|  | 5            | Karolína Plíšková | Karolína Plíšková | 6           | 6           |  |  |                 |                   |                 |                 |                 |   |   |              |              |              |              |              |  |

### Sezione 2
|  | Primo turno          | Primo turno          | Primo turno          | Primo turno | Primo turno |  |  | Secondo turno | Secondo turno        | Secondo turno        | Secondo turno     | Secondo turno     |   |   | Ultimo turno | Ultimo turno | Ultimo turno | Ultimo turno | Ultimo turno |  |
|  |                      |                      |                      |             |             |  |  |               |                      |                      |                   |                   |   |   |              |              |              |              |              |  |
|  | 2                    | Junri Namigata       | 7                    | 2           | 6           |  |  |               |                      |                      |                   |                   |   |   |              |              |              |              |              |  |
|  |                      | Karolina Wlodarczak  | 5                    | 6           | 2           |  |  | 2             | Junri Namigata       | Junri Namigata       | 4                 | 4                 |   |   |              |              |              |              |              |  |
|  | Emma Laine           | Emma Laine           | Emma Laine           | 6           | 6           |  |  |               | Emma Laine           | Emma Laine           | 6                 | 6                 |   |   |              |              |              |              |              |  |
|  | Han Na-lae           | Han Na-lae           | Han Na-lae           | 2           | 0           |  |  |               |                      |                      |                   |                   |   |   |              | Emma Laine   | Emma Laine   | 5            | 63           |  |
|  | Nudnida Luangnam     | Nudnida Luangnam     | Nudnida Luangnam     | 2           | 5           |  |  |               |                      | 7                    | Krystina Plíšková | Krystina Plíšková | 7 | 7 |              |              |              |              |              |  |
|  | Mervana Jugić-Salkić | Mervana Jugić-Salkić | Mervana Jugić-Salkić | 6           | 7           |  |  |               | Mervana Jugić-Salkić | Mervana Jugić-Salkić | 2                 | 3                 |   |   |              |              |              |              |              |  |
|  |                      | Stamatia Fafaliou    | Stamatia Fafaliou    | 1           | 2           |  |  | 7             | Krystina Plíšková    | Krystina Plíšková    | 6                 | 6                 |   |   |              |              |              |              |              |  |
|  | 7                    | Krystina Plíšková    | Krystina Plíšková    | 6           | 6           |  |  |               |                      |                      |                   |                   |   |   |              |              |              |              |              |  |

### Sezione 3
|  | Primo turno | Primo turno       | Primo turno       | Primo turno | Primo turno |  |  | Secondo turno | Secondo turno     | Secondo turno     | Secondo turno     | Secondo turno     |   |   | Ultimo turno | Ultimo turno  | Ultimo turno  | Ultimo turno | Ultimo turno |  |
|  |             |                   |                   |             |             |  |  |               |                   |                   |                   |                   |   |   |              |               |               |              |              |  |
|  | 3           | Rika Fujiwara     | Rika Fujiwara     | 6           | 7           |  |  |               |                   |                   |                   |                   |   |   |              |               |               |              |              |  |
|  | WC          | Hong Hyun Hui     | Hong Hyun Hui     | 2           | 64          |  |  | 3             | Rika Fujiwara     | Rika Fujiwara     | 6                 | 6                 |   |   |              |               |               |              |              |  |
|  |             | Ji Ha-young       | Ji Ha-young       | 3           | 2           |  |  | WC            | Kim Ji-young      | Kim Ji-young      | 1                 | 1                 |   |   |              |               |               |              |              |  |
|  | WC          | Kim Ji-young      | Kim Ji-young      | 6           | 6           |  |  |               |                   |                   |                   |                   |   |   | 3            | Rika Fujiwara | Rika Fujiwara | 0            | 0            |  |
|  |             | Han Sun-hee       | Han Sun-hee       | 6           | 6           |  |  |               |                   | 8                 | Jaroslava Švedova | Jaroslava Švedova | 6 | 6 |              |               |               |              |              |  |
|  | WC          | Oh Hee Jin        | Oh Hee Jin        | 1           | 0           |  |  |               | Han Sun-hee       | Han Sun-hee       | 3                 | 3                 |   |   |              |               |               |              |              |  |
|  | WC          | Choi Ji-hee       | Choi Ji-hee       | 0           | 0           |  |  | 8             | Jaroslava Švedova | Jaroslava Švedova | 6                 | 6                 |   |   |              |               |               |              |              |  |
|  | 8           | Jaroslava Švedova | Jaroslava Švedova | 6           | 6           |  |  |               |                   |                   |                   |                   |   |   |              |               |               |              |              |  |

### Sezione 4
|  | Primo turno | Primo turno       | Primo turno       | Primo turno | Primo turno |  |  | Secondo turno | Secondo turno     | Secondo turno     | Secondo turno     | Secondo turno |   |    | Ultimo turno | Ultimo turno | Ultimo turno | Ultimo turno | Ultimo turno |  |
|  |             |                   |                   |             |             |  |  |               |                   |                   |                   |               |   |    |              |              |              |              |              |  |
|  | 4           | Yurika Sema       | Yurika Sema       | 7           | 6           |  |  |               |                   |                   |                   |               |   |    |              |              |              |              |              |  |
|  |             | Remi Tezuka       | Remi Tezuka       | 65          | 2           |  |  | 4             | Yurika Sema       | Yurika Sema       | 6                 | 6             |   |    |              |              |              |              |              |  |
|  | WC          | Lee So-ra         | Lee So-ra         | 2           | 2           |  |  |               | Jang Su-jeong     | Jang Su-jeong     | 2                 | 4             |   |    |              |              |              |              |              |  |
|  |             | Jang Su-jeong     | Jang Su-jeong     | 6           | 6           |  |  |               |                   |                   |                   |               |   |    | 4            | Yurika Sema  | 3            | 6            | 7            |  |
|  |             | Yumi Nakano       | Yumi Nakano       | 6           | 6           |  |  |               |                   | 6                 | Marta Domachowska | 6             | 2 | 64 |              |              |              |              |              |  |
|  | WC          | Kim Ki Ryang      | Kim Ki Ryang      | 0           | 3           |  |  |               | Yumi Nakano       | Yumi Nakano       | 2                 | 1             |   |    |              |              |              |              |              |  |
|  | WC          | Yea Hyojung       | Yea Hyojung       | 2           | 0           |  |  | 6             | Marta Domachowska | Marta Domachowska | 6                 | 6             |   |    |              |              |              |              |              |  |
|  | 6           | Marta Domachowska | Marta Domachowska | 6           | 6           |  |  |               |                   |                   |                   |               |   |    |              |              |              |              |              |  |